# Lilou Ruel
Lilou Ruel, née en 2003, est une pratiquante de parkour.

## Biographie

### Débuts
Ruel commence à pratiquer le parkour à l'âge de neuf ans dans la maison familale à Plaisance-du-Touch. 

### Carrière sportive
Elle est membre du club PK13 à Marseilleet est championne du monde de freerunning en 2021.
Ruel est médaille de bronze dans l'épreuve de speed lors des Championnats du monde de parkour 2022, médaille de bronze dans les catégories Speed et Freestyle de la coupe du monde de 2022, et championne du monde de parkour en 2023 dans la catégorie Freestyle et vice-championne dans la catégorie Speed.

#### Jeux olympiques de 2024
Ruel est l'une des neufs athlètes qui ont incarné le personnage masqué de la cérémonie d'ouverture des Jeux olympiques d'été de 2024 à Paris et l'unique femme du groupe. Elle est aussi présente lors de la Parade des champions le 14 septembre 2024.

## Filmographie
Télévision
- 2024 : Cat's Eyes d'Alexandre Laurent : Mona